# SMARCB1
SMARCB1 — ген, расположенный на хромосоме 22 генома человека и кодирующий белок SWI/SWF матрикс-ассоциированного актин-зависимого регулятора хроматина, подсемейства B, тип 1.

## Физиологическая функция
Белок, который кодируется геном SMARCB1, является частью сложного белкового комплекса, который ослабляет репрессию (инактивацию) ДНК хромосом при их свёртывании в неактивную форму (хроматин). Это позволяет транскрипционному аппарату клетки более эффективно обращаться к транскрибируемым генам.
Белок SMARCB1 является одним из важных супрессоров опухолевого роста (онкорепрессоров). Миссенс-мутации или делеции в гене, кодирующем этот белок, приводят к выпадению или снижению этой его физиологической функции, и, как следствие этого — к развитию некоторых редких видов злокачественных опухолей, встречающихся преимущественно в детском, подростковом или молодом возрасте — в частности, рабдоидных опухолей, а также медуллярного рака почки.

## Заболевания, с которыми ассоциированы нарушения в этом гене
- Медуллярный рак почки — ассоциирован с полной или частичной делецией или миссенс-мутацией в этом гене[5].

АТРО (атипичная тератоид-рабдоидная опухоль)